# Население округа Вентура

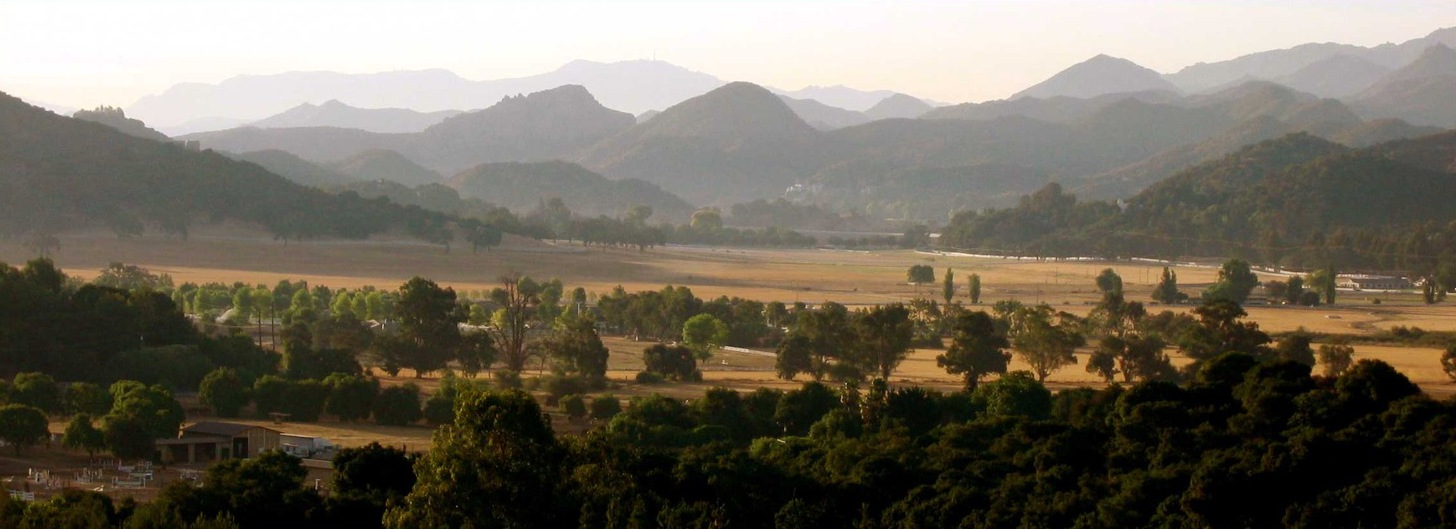
Округ Вентура

Округ Вентура (англ. Ventura County) расположен в американском штате Калифорния.
Население — 800 тыс. человек. Основные этнические группы: белые — 57,9 % (в том числе немцы — 9,8 %, англичане — 7,7 %, ирландцы — 7,1 %, а также евреи, арабы, португальцы), латиноамериканцы — 33,5 % (мексиканцы), азиаты — 5,4 % (филиппинцы, китайцы, японцы), афроамериканцы — 2 %, индейцы — 1 %, выходцы из Океании — 0,2 %. Для 67,1 % жителей родным является английский язык, для 26,2 % — испанский, для 1,5 % — тагальский.
Следует иметь в виду, что, согласно стандартам, принятым в США, в категорию «белых» включаются некоторые выходцы из Азии (Ближнего Востока), например, арабы, иранцы или ассирийцы; по тем же причинам чернокожие, говорящие по-испански, включаются в число как афроамериканцев, так и латиноамериканцев (индейцы, говорящие по-испански, также включаются в число как индейцев, так и латиноамериканцев). Белые латиноамериканцы, включая испанцев, относятся к категории латиноамериканцев и среди остальных «белых» не учитываются. Поэтому по некоторым городам возможны суммарные несоответствия процентов.

## Окснард
Население — 200 тыс. человек; основные этнические группы: латиноамериканцы — 66,2 %, белые — 20,9 % (португальцы, арабы-копты, евреи), азиаты — 7,4 %, афроамериканцы — 3,8 %, индейцы — 1,3 %, выходцы из Океании — 0,4 %.

## Таузанд-Окс

Таузанд-Окс

Население — 130 тыс. человек; основные этнические группы: белые — 85,3 % (немцы), латиноамериканцы — 7,1 %, азиаты — 5,9 %, афроамериканцы — 1,1 %, индейцы — 0,5 %, выходцы из Океании — 0,1 %.

## Сими-Валли
Население — 130 тыс. человек; основные этнические группы: белые — 61,6 % (евреи, арабы-копты), латиноамериканцы — 28,7 %, азиаты — 7,6 %, афроамериканцы — 1,3 %, индейцы — 0,6 %, выходцы из Океании — 0,2 %.

## Вентура

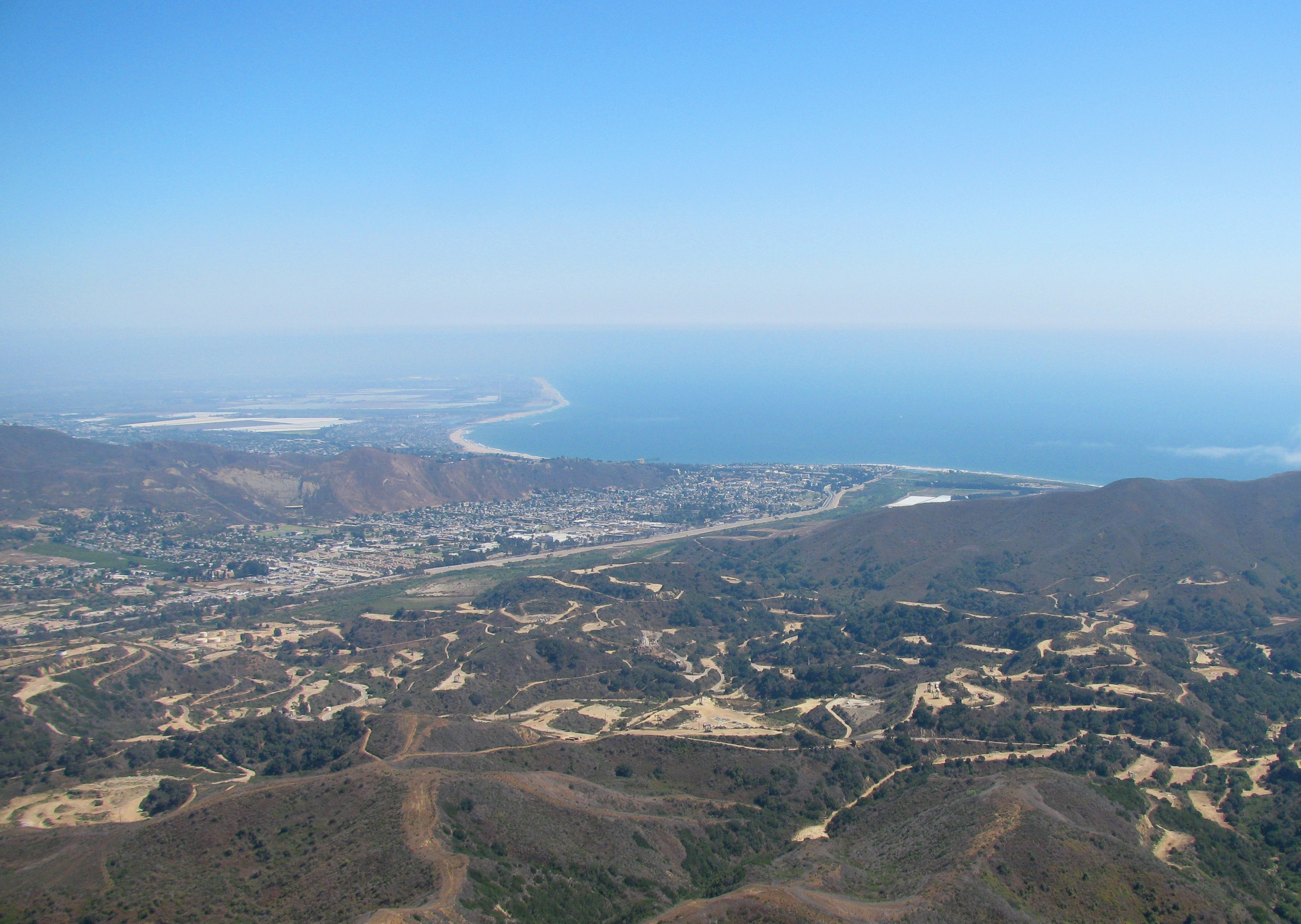
Вентура

Население — 110 тыс. человек; основные этнические группы: белые — 63,8 % (немцы, португальцы), латиноамериканцы — 30,4 %, азиаты — 3 %, афроамериканцы — 1,4 %, индейцы — 1,2 %, выходцы из Океании — 0,2 %.

## Камарилло

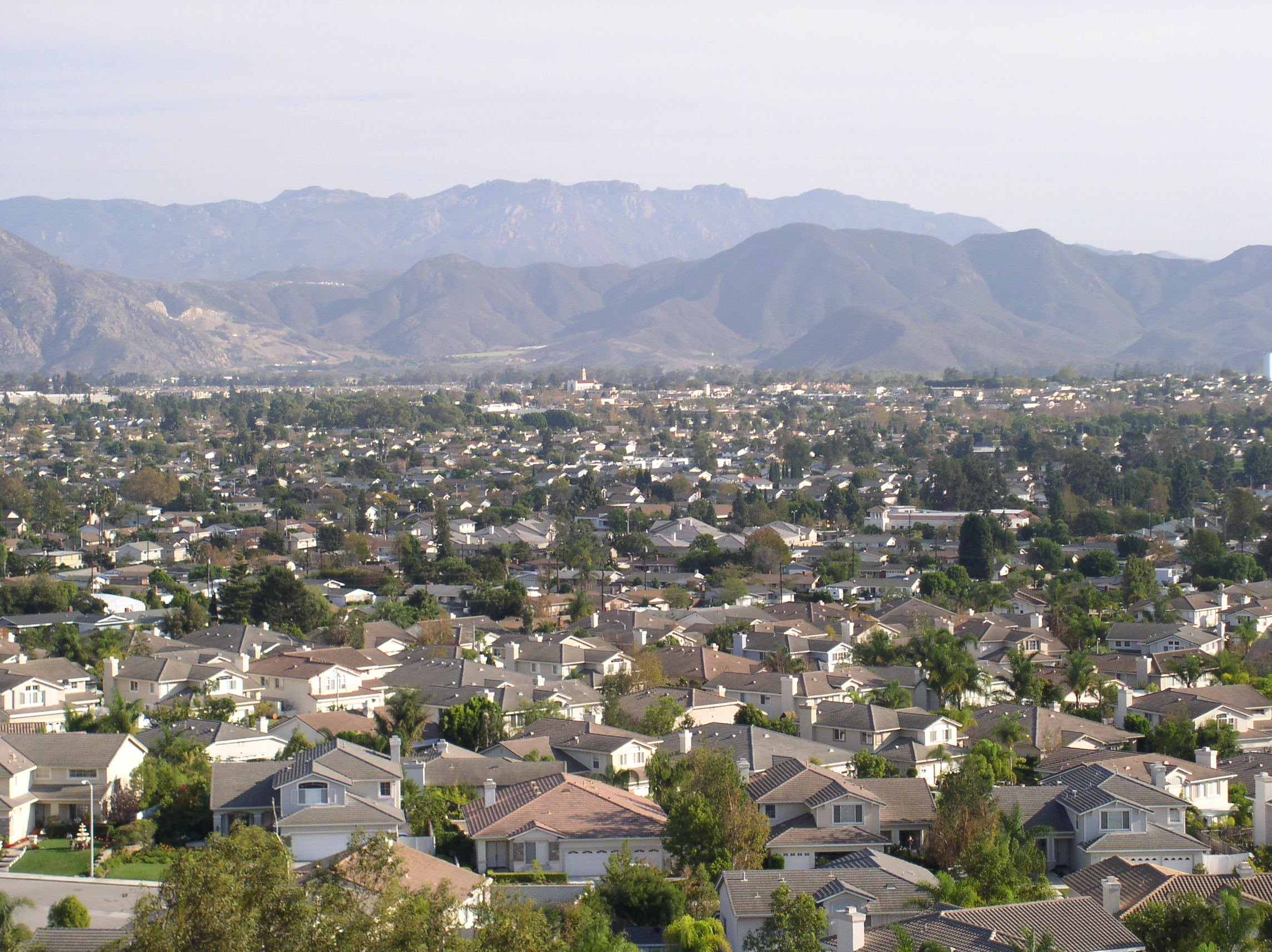
Камарилло

Население — 68 тыс. человек; основные этнические группы: белые — 64,5 %, латиноамериканцы — 23,1 % (мексиканцы), азиаты — 9,4 %, афроамериканцы — 1,9 %, выходцы из Океании — 0,6 %, индейцы — 0,5 %.

## Мурпарк
Население — 38 тыс. человек; основные этнические группы: белые — 64,3 %, латиноамериканцы — 27,8 %, азиаты — 5,7 %, афроамериканцы — 1,5 %, индейцы — 0,5 %, выходцы из Океании — 0,2 %.

## Санта-Паула
Население — 31 тыс. человек; основные этнические группы: латиноамериканцы — 71,2 %, белые — 26,5 %, индейцы — 1 %, азиаты — 0,7 %, афроамериканцы — 0,4 %, выходцы из Океании — 0,2 %.

## Порт-Уайниме

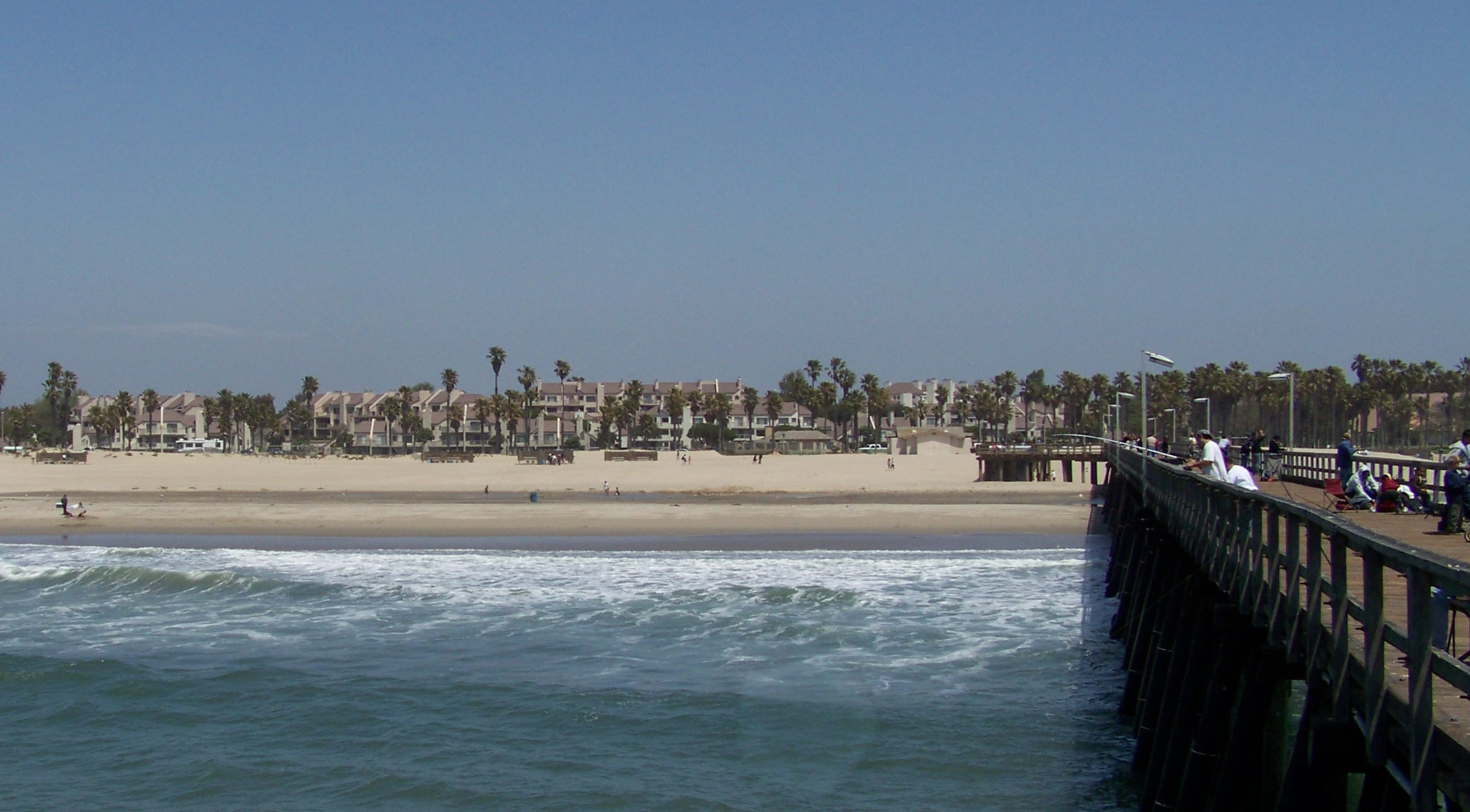
Порт-Уайниме

Население — 22 тыс. человек; основные этнические группы: белые — 44,4 %, латиноамериканцы — 41 %, азиаты — 6,3 %, афроамериканцы — 6,1 %, индейцы — 1,7 %, выходцы из Океании — 0,5 %.

## Филмор
Население — 16 тыс. человек; основные этнические группы: латиноамериканцы — 80,6 %, белые — 16,6 %, индейцы — 1,4 %, азиаты — 1 %, афроамериканцы — 0,3 %, выходцы из Океании — 0,1 %.

## Ок-Парк
Население — 15 тыс. человек; основные этнические группы: белые — 88,7 %, азиаты — 6,4 %, латиноамериканцы — 4,4 %, индейцы — 0,3 %, выходцы из Океании — 0,2 %.

## Охай

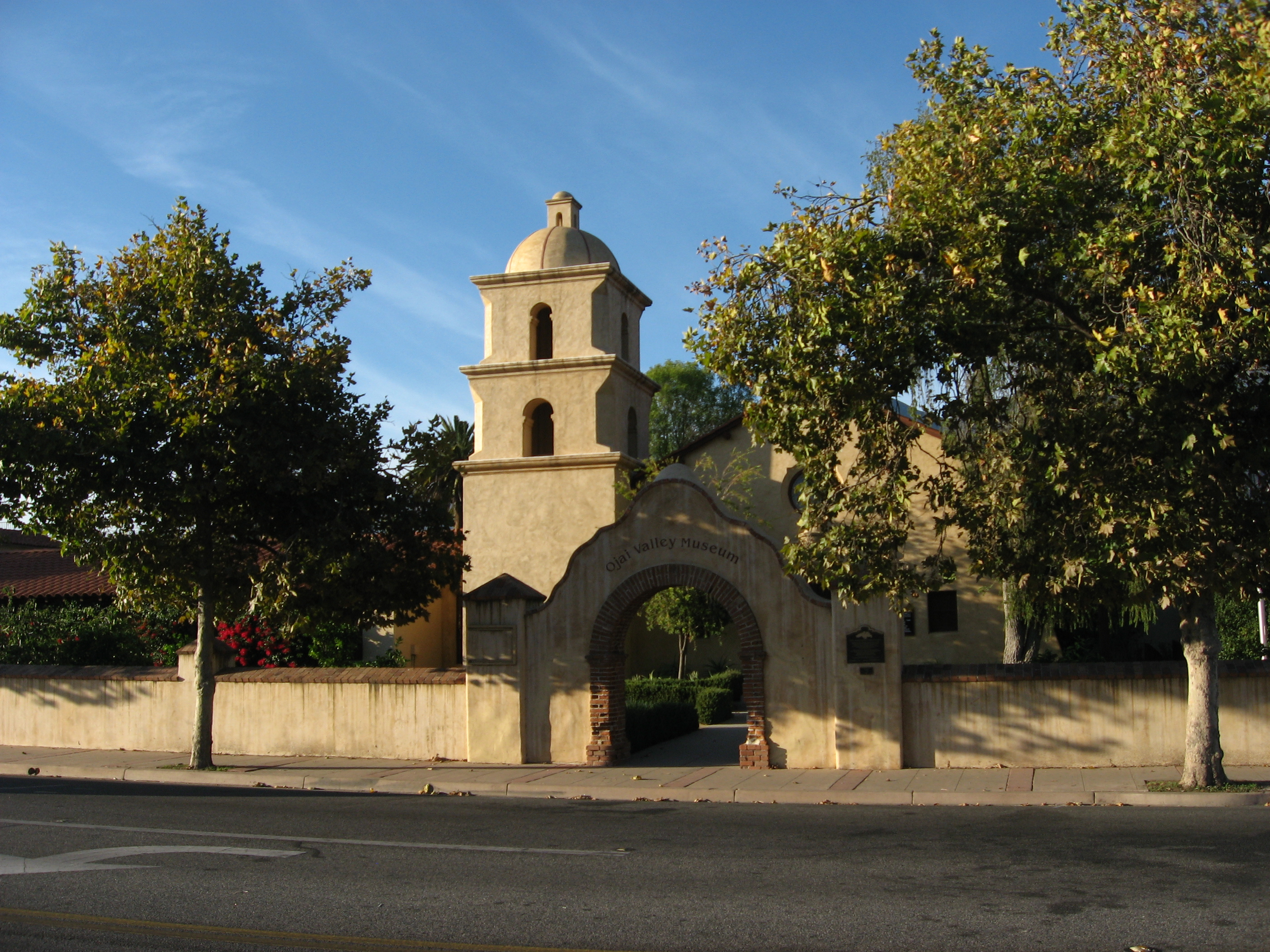
Охай

Население — 9 тыс. человек; основные этнические группы: белые — 81,2 % (евреи), латиноамериканцы — 15,9 %, азиаты — 1,6 %, афроамериканцы — 0,6 %, индейцы — 0,5 %, выходцы из Океании — 0,2 %.

## Мира-Монте
Население — 7 тыс. человек; основные этнические группы: белые — 84,1 %, латиноамериканцы — 13,3 %, азиаты — 1,2 %, индейцы — 0,8 %, афроамериканцы — 0,5 %, выходцы из Океании — 0,1 %.

## Эль-Рио
Население — 6 тыс. человек; основные этнические группы: латиноамериканцы — 77,4 %, белые — 17,1 % (евреи), индейцы — 2,5 %, азиаты — 1,4 %, афроамериканцы — 1,3 %, выходцы из Океании — 0,3 %.

## Мейнерс-Окс
Население — 4 тыс. человек; основные этнические группы: белые — 74,4 % (немцы, австрийцы, евреи), латиноамериканцы — 23,1 %, индейцы — 1,1 %, азиаты — 0,9 %, афроамериканцы — 0,4 %, выходцы из Океании — 0,1 %.

## Ок-Вью
Население — 4 тыс. человек; основные этнические группы: белые — 77,2 %, латиноамериканцы — 19,5 %, индейцы — 1,7 %, азиаты — 0,9 %, афроамериканцы — 0,6 %, выходцы из Океании — 0,1 %.

## Чэннел-Айлендс-Бич
Население — 3 тыс. человек; основные этнические группы: белые — 87 %, латиноамериканцы — 9,3 %, азиаты — 2 %, афроамериканцы — 1,1 %, индейцы — 0,4 %, выходцы из Океании — 0,2 %.

## Каса-Конехо
Население — 3 тыс. человек; основные этнические группы: белые — 79,1 %, латиноамериканцы — 15,8 %, азиаты — 3,4 %, афроамериканцы — 1 %, выходцы из Океании — 0,4 %, индейцы — 0,3 %.

## Пайру
Население — 1 тыс. человек; основные этнические группы: латиноамериканцы — 67,9 %, белые — 27,1 %, индейцы — 3 %, азиаты — 1,7 %, афроамериканцы — 0,3 %.